# Негока (Небраска)
Негока (англ. Nehawka) — селище (англ. village) в США, в окрузі Кесс штату Небраска. Населення — 173 особи (2020).

## Географія
Негока розташована за координатами 40°49′47″ пн. ш. 95°59′24″ зх. д. / 40.82972° пн. ш. 95.99000° зх. д. (40.829610, -95.990007).  За даними Бюро перепису населення США в 2010 році селище мало площу 0,59 км², уся площа — суходіл.

## Демографія
Згідно з переписом 2010 року, у селищі мешкали 204 особи в 83 домогосподарствах у складі 56 родин. Густота населення становила 348 осіб/км².  Було 98 помешкань (167/км²).
Расовий склад населення:
| - 99,0 % — білих - 0,5 % — корінних американців |

До двох чи більше рас належало 0,5 %. Частка іспаномовних становила 2,0 % від усіх жителів.
За віковим діапазоном населення розподілялося таким чином: 24,5 % — особи молодші 18 років, 59,3 % — особи у віці 18—64 років, 16,2 % — особи у віці 65 років та старші. Медіана віку мешканця становила 41,6 року. На 100 осіб жіночої статі у селищі припадало 94,3 чоловіків;  на 100 жінок у віці від 18 років та старших — 79,1 чоловіків також старших 18 років.
Середній дохід на одне домашнє господарство  становив 71 125 доларів США (медіана — 64 118), а середній дохід на одну сім'ю — 75 461 долар (медіана — 64 706). За межею бідності перебувало 6,3 % осіб, у тому числі 7,8 % дітей у віці до 18 років та 11,1 % осіб у віці 65 років та старших.
Цивільне працевлаштоване населення становило 153 особи. Основні галузі зайнятості: транспорт — 22,9 %, освіта, охорона здоров'я та соціальна допомога — 20,9 %, будівництво — 10,5 %, роздрібна торгівля — 9,8 %.